# Comuna Dubovi Maharînți, Kozeatîn
Dubovi Maharînți (în ucraineană Дубові Махаринці) este o comună în raionul Kozeatîn, regiunea Vinnița, Ucraina, formată din satele Blajiivka și Dubovi Maharînți (reședința).

## Demografie
Componența lingvistică a satului Dubovi Maharînți
     Ucraineană (98,37%)
     Rusă (1,54%)
     Alte limbi (0,09%)
Conform recensământului din 2001, majoritatea populației satului Dubovi Maharînți era vorbitoare de ucraineană (98,37%), existând în minoritate și vorbitori de rusă (1,54%).